# Епархия Масаки
Епархия Масаки (лат. Dioecesis Masakaënsis) —  епархия Римско-Католической Церкви с центром в городе Масака, Уганда. Епархия Масаки входит в митрополию Кампалы. 

## История
25 мая 1939 года Римский папа Пий XII издал буллу In Ugandensis, которой учредил апостольский викариат Масаки, выделив его из апостольского викариата Уганды (сегодня – Архиепархия Кампалы).
25 марта 1953 года Римский папа Пий XII выпустил буллу  Quemadmodum ad Nos, которой преобразовал апостольский викариат Масаки в епархию. 

## Ординарии епархии
- епископ Joseph Kiwánuka (25.05.1939 – 20.12.1960) – назначен архиепископом Рубаги;
- епископ Adrian Kivumbi Ddungu (11.11.1961 – 10.01.1998);
- епископ John Baptist Kaggwa (10.01.1998 – по настоящее время).

## Источник
- Annuario Pontificio, Libreria Editrice Vaticana, Città del Vaticano, 2003, ISBN 88-209-7422-3
- Булла In Ugandensis, AAS 31 (1939), стр. 383  (лат.)
- Булла Quemadmodum ad Nos, AAS 45 (1953), стр. 705  (лат.)